# Baddo (reina)
Baddo, Bado o Bada (siglo VI), reina de los visigodos.

## Biografía
Esposa de Recaredo I. De origen plebeyo, estuvo unida a éste en una relación de Friedelehe, una unión germánica civil de concubinato, antes de alcanzar Recaredo el trono, en 586, y de la que nació Liuva II en 583, quien sucedería a su padre como rey.

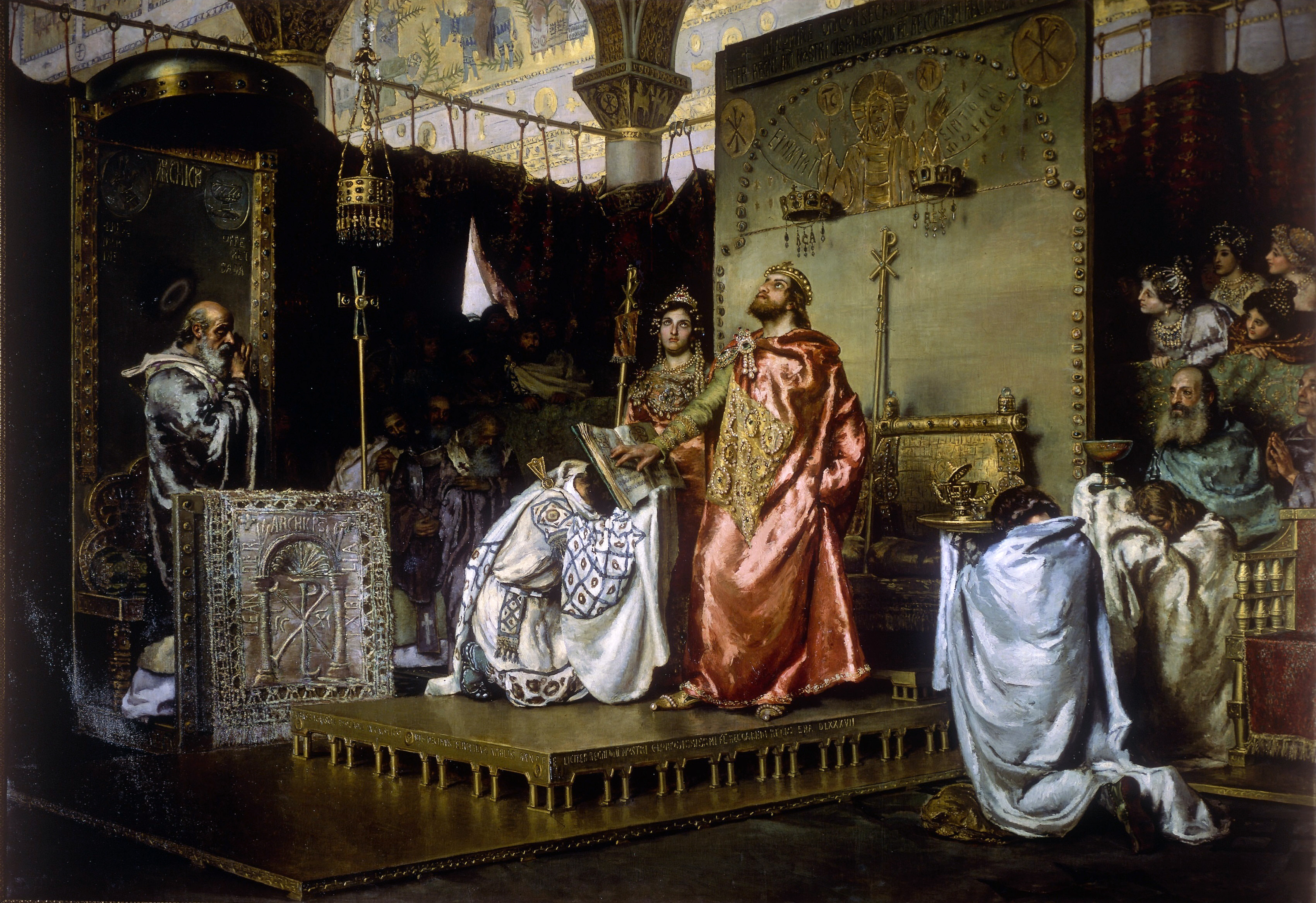
La reina Baddo junto a su esposo Recaredo, en el momento de la conversión, por el pintor Muñoz Degrain, Palacio del Senado, Madrid.

El matrimonio canónico de Baddo con Recaredo se realizó para complacer a la Iglesia católica poco antes del III Concilio de Toledo de 589, cuando estaba previsto que en dicho Concilio el rey hiciera profesión pública y solemne de abrazar la fe católica y, por consiguiente, también por parte del reino. De la importancia del acto es prueba el hecho de que Baddo fuese la única reina visigoda que firmó las actas de un Concilio.
San Isidoro de Sevilla hace una referencia a que Baddo era ajena a los linajes nobiliarios visigodos, cuando alaba las cualidades del hijo y sucesor de Recaredo, Liuva II, al lamentar el hecho de que éste fuera engendrado de madre innoble.
Su padre Adefonso fue hecho comes patrimonii.